# طیف‌سنجی با جذب اشعه ایکس

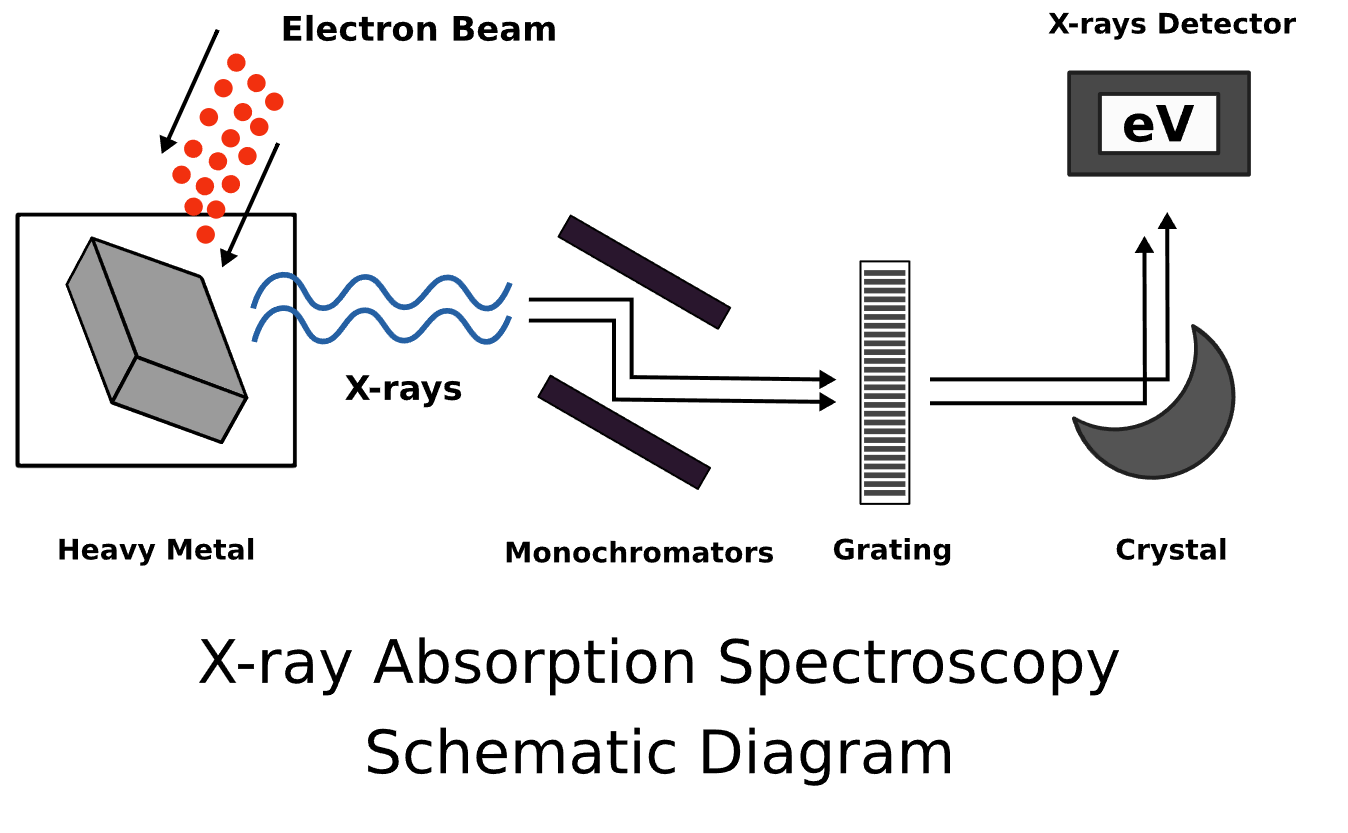
طیف‌سنجی با جذب اشعه ایکس

اسپکترومتری جذب اشعه ایکس (XAS) یکی از تکنیک‌های پیشرفته و مهم در زمینه علم مواد، شیمی، فیزیک، زیست‌شناسی و مطالعات محیط‌زیستی است. این تکنیک به‌ویژه برای تحلیل ساختار محلی و وضعیت شیمیایی و الکترونیکی اتمها و مولکولها در مواد مختلف مورد استفاده قرار می‌گیرد. با استفاده از XAS، می‌توان اطلاعاتی دقیق و پیچیده در مورد پیوندهای شیمیایی، وضعیت‌های اکسایش و محیط‌های هماهنگی اتم‌ها به‌دست‌آورد. در واقع، XAS به محققان این امکان را می‌دهد که به بررسی ویژگی‌های ساختاری در سطح اتمی و مولکولی مواد بپردازند و از این طریق، درک بهتری از رفتار آن‌ها در شرایط مختلف به‌دست آورند.
اسپکترومتری جذب اشعه ایکس به‌ویژه در تحلیل ترکیب‌های شیمیایی و ساختارهای پیچیده با استفاده از شبیه‌سازی‌ها و بررسی‌های آزمایشگاهی در زمینه‌هایی مانند کاتالیز، ذخیره‌سازی انرژی، زیست‌شناسی و حتی علوم محیطی به‌کار می‌رود. در طول دهه‌های اخیر، پیشرفت‌های چشمگیری در تکنیک‌های اسپکترومتری XAS به‌وجود آمده است که با توسعه ابزارها و منابع تابشی جدید، این روش به یکی از ابزارهای اصلی در تحقیق و توسعه در بسیاری از شاخه‌های علمی تبدیل شده است.

## توسعه تاریخی XAS
تاریخچه اسپکترومتری جذب اشعه ایکس به اوایل قرن بیستم بازمی‌گردد. از همان زمان، محققان به بررسی ویژگی‌های فیزیکی و شیمیایی مواد با استفاده از تابش اشعه ایکس پرداخته‌اند. اولین کاربردهای XAS در قرن بیستم برای تحلیل ساختارهای اتمی و بررسی وضعیت‌های شیمیایی در مواد مختلف صورت گرفت. در ابتدا، این تکنیک تنها در آزمایشگاه‌های تخصصی و با استفاده از منابع تابش محدود انجام می‌شد. اما با پیشرفت‌های تکنولوژی و توسعه منابع تابش سینکروترون، این روش به ابزاری قدرتمند و پراستفاده در مطالعات آزمایشگاهی تبدیل شد.
پیشرفت‌های مهمی در فناوری‌ها و روش‌های XAS به‌ویژه در دهه‌های اخیر در ارتباط با منابع تابش سینکروترون و تجهیزات اندازه‌گیری جدید حاصل شده است. با توجه به اینکه تابش سینکروترون قادر است انرژی‌های بالایی را تولید کند، به محققان این امکان را می‌دهد که به بررسی مواد در مقیاس‌های بسیار ریز و با دقت بسیار بالا بپردازند. این پیشرفت‌ها باعث شده‌اند که XAS در زمینه‌های مختلف علمی، از جمله مطالعات کاتالیزوری، علوم مواد، شیمی، زیست‌شناسی و حتی علوم محیطی، کاربرد گسترده‌ای پیدا کند.

## اصول XAS
اسپکترومتری جذب اشعه ایکس به‌طور کلی به دو منطقه اصلی تقسیم می‌شود: ساختار جذب نزدیک به لبه (XANES) و ساختار جذب اشعه ایکس با نوسانات (EXAFS). این دو منطقه مکمل یکدیگر هستند و به‌طور هم‌زمان اطلاعات مختلفی در مورد ساختار اتمی و وضعیت الکترونیکی یک ماده ارائه می‌دهند.
- ساختار جذب نزدیک به لبه (XANES):

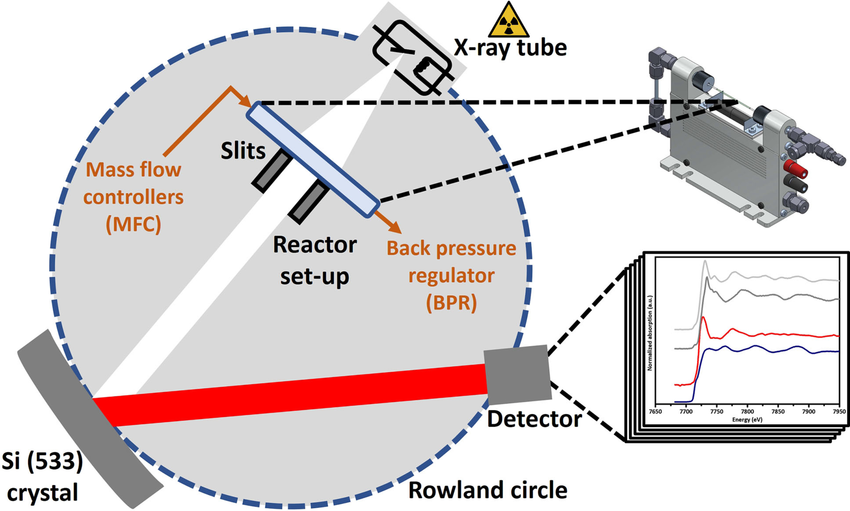
ساختار جذب نزدیک به لبه

این بخش از طیف XAS به بازه‌ای از انرژی‌ها اطلاق می‌شود که به‌طور مستقیم پایین و بالای لبه جذب یک عنصر قرار دارند. با استفاده از XANES می‌توان اطلاعات بسیار دقیق در مورد وضعیت اکسایش، محیط هماهنگی و تقارن اتم‌های اطراف عنصر جذب‌شده به‌دست‌آورد. همچنین، این منطقه می‌تواند بینش‌های جالبی در مورد ساختار الکترونیکی ماده و تغییرات انرژی سطح الکترونی فراهم آورد. ویژگی‌های لبه جذب و پیش‌لبه جذب حساس به وضعیت شیمیایی و محیط اطراف عنصر مورد نظر است، که این ویژگی XANES را به ابزاری بسیار کاربردی برای شناسایی وضعیت‌های اکسایش و تحلیل محیط‌های هماهنگ کرده است.
- ساختار جذب اشعه ایکس با نوسانات (EXAFS):

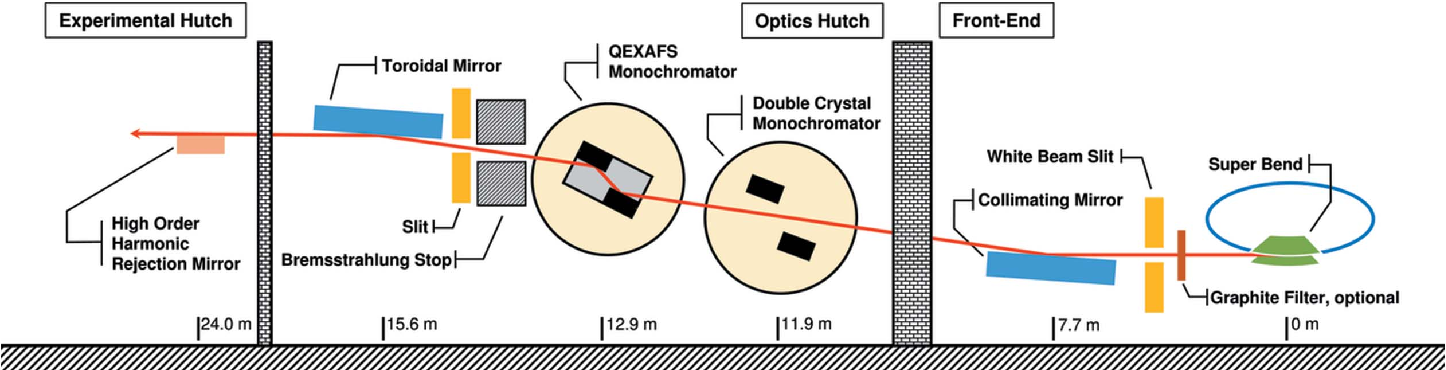
ساختار جذب اشعه ایکس با نوسانات

بعد از لبه جذب، نوسانات موجود در منطقه EXAFS اطلاعات مفیدی در مورد فاصله‌ها و تعداد اتم‌های همسایه اطراف اتم جذب‌شده فراهم می‌آورد. نوسانات EXAFS ناشی از تداخل بین موج فوتوالکترونی خروجی و موج پراکنده از اتم‌های اطراف است و این اثرات به تعیین آرایش اتمی در چندین لایه هماهنگی اول کمک می‌کند. EXAFS به‌ویژه برای مطالعه مواد با ساختارهای نامنظم یا آمورف و همچنین مواد تحت شرایط عملیاتی، مانند واکنش‌های کاتالیزی یا در سلول‌های الکتروشیمیایی، بسیار مفید است.

## تنظیمات آزمایشگاهی XAS
در گذشته، برای انجام آزمایش‌های XAS نیاز به منابع تابش سینکروترون بود که قادر به تولید پرتوهای ایکس با شدت بالا و انرژی قابل تنظیم باشند. این منابع تابشی به‌ویژه برای انجام آزمایشات با دقت بالا و در مقیاس‌های کوچک ضروری بودند. با این حال، پیشرفت‌های اخیر در تکنولوژی و توسعه منابع تابش ایکس با توان بالا به محققان این امکان را داده است که آزمایش‌های XAS را در آزمایشگاه‌ها انجام دهند. این پیشرفت‌ها، از جمله پیشرفت در تجهیزات لیزر و منابع تابش داخلی، منجر به کاهش هزینه‌ها و افزایش دسترسی به این تکنیک‌ها در مقایسه با استفاده از منابع سینکروترون شده است.
دو نمونه از سیستم‌های معمول آزمایشگاهی در این زمینه، von Hamos و Johann / Johansson هستند که این سیستم‌ها برای بهبود دقت و انعطاف‌پذیری در اندازه‌گیری‌های XAS و XES طراحی شده‌اند و باعث افزایش کارایی و دقت در آزمایشات مختلف می‌شوند.
- اسپکترومترهای von Hamos:

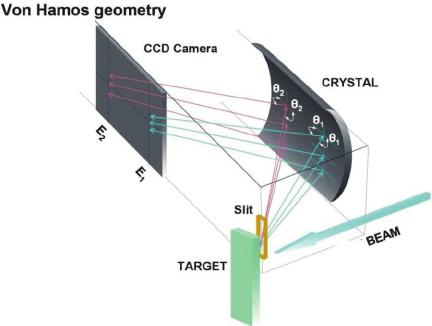
von Hamos spectrometer

این سیستم از یک کریستال منحنی برای متمرکز کردن سیگنال‌های جذب و تابش پرتو ایکس استفاده می‌کند که باعث بهبود وضوح انرژی می‌شود. این سیستم به دلیل طراحی جمع‌وجور خود برای اندازه‌گیری‌های روتین در آزمایشگاه‌ها مناسب است. تنظیمات von Hamos حساسیت بالا و تمایز دقیق انرژی را فراهم می‌آورد که برای به‌دست آوردن طیف‌های دقیق، به‌ویژه در مواد پیچیده ضروری است.
- اسپکترومترهای Johann / Johansson:

این سیستم نوع دیگری از طیف‌سنج‌های طراحی شده برای آزمایشات جذب و تابش پرتو ایکس هستند. سیستم Johann از یک کریستال واحد برای پراکنده‌سازی پرتو ایکس استفاده می‌کند، در حالی که تنظیمات Johansson از یک کریستال برای مونوکروماتیک کردن پرتو ایکس استفاده می‌کند تا انرژی پرتو را بهتر کنترل کرده و وضوح و دقت کلی سیگنال را بهبود بخشد.

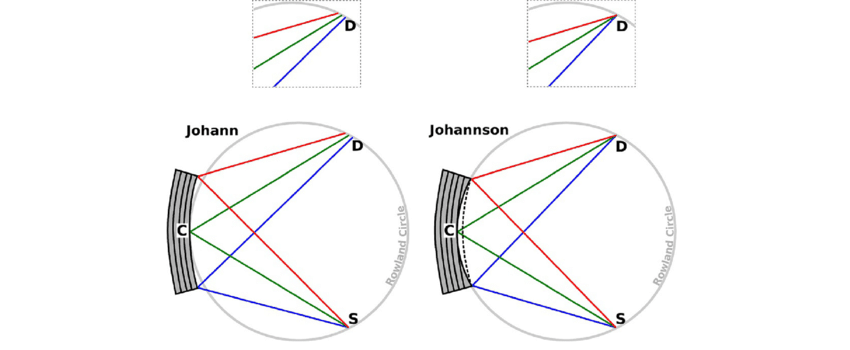
Johann/Johansson spectrometers

این سیستم‌ها به دلیل تطبیق‌پذیری بالای خود با محیط‌های آزمایشگاهی محبوب هستند و انعطاف‌پذیری در طراحی آزمایش‌ها را فراهم می‌کنند، در حالی که وضوح بالا و دقت در اندازه‌گیری‌های پرتو ایکس را حفظ می‌کنند.

## کاربردهای XAS در زمینه‌های مختلف
- کاتالیز:

در زمینه کاتالیز، XAS به‌ویژه برای تحلیل ساختار و وضعیت‌های شیمیایی در سایت‌های فعال کاتالیزوری مورد استفاده قرار می‌گیرد. این تکنیک به محققان این امکان را می‌دهد که وضعیت‌های اکسایش و محیط‌های هماهنگی فلزات واسطه را در کاتالیزورها در حین واکنش‌های شیمیایی مطالعه کنند.
- باتری‌ها و ذخیره‌سازی انرژی:

در مطالعه باتری‌ها و دیگر دستگاه‌های ذخیره‌سازی انرژی، XAS به‌ویژه در تحقیق و توسعه مواد جدید برای باتری‌های لیتیم-یون و سلول‌های سوختی استفاده می‌شود. اطلاعات دقیق در مورد وضعیت اکسایش و تغییرات ساختاری در حین شارژ و دشارژ می‌تواند به بهینه‌سازی عملکرد این دستگاه‌ها کمک کند.
- نانو مواد و مواد الکترونی:

XAS برای تحلیل مواد نیمه‌هادی و نانو مواد نیز کاربرد دارد. این تکنیک به محققان این امکان را می‌دهد که به بررسی تغییرات ساختاری در سطح نانو و اتمی پرداخته و ویژگی‌های جدید مواد را در مقیاس‌های کوچک مطالعه کنند.

## چالش‌ها و آینده XAS
هرچند که تکنیک XAS پیشرفت‌های زیادی در زمینه‌های مختلف داشته است، اما هنوز برخی چالش‌ها در مسیر استفاده بیشتر از این روش وجود دارد. مهم‌ترین این چالش‌ها شامل نیاز به تجهیزات پیشرفته و هزینه‌های بالا، همچنین چالش‌های مربوط به تحلیل داده‌ها و شبیه‌سازی‌های عددی است. باوجود این، امیدهایی برای گسترش بیشتر کاربردهای XAS در آینده وجود دارد و با پیشرفت‌های بیشتر در فناوری‌های مرتبط، می‌توان انتظار داشت که این روش در دسترس‌تر و قابل‌استفاده‌تر شود.